# Приютненский район
Приютненский район (калм. Приютнин улс) — административно-территориальная единица в составе Республики Калмыкия Российской Федерации, в границах которой образован муниципальный район Приютненское районное муниципальное образование.
Административный центр — село Приютное.

## История
24 января 1938 года был образован Приютинский улус.
В 1943 году в связи с депортацией калмыцкого народа территория улуса была передана Ставропольскому краю. 15 мая 1944 года район был упразднён, при этом 4 сельских и 1 поселковый совет были преданы Апанасенковскому району, 5 сельских и 1 поселковый — Арзгирскому району. В связи с образованием Калмыцкой автономной области был вновь образован Приютненский район.

## География
Площадь территории района — 3110 км². Расстояние от районного центра до г. Элиста — 70 км. Граничит на юге со Ставропольским краем, на западе — с Яшалтинским районом, на севере — с Ростовской областью, на востоке и северо-востоке — с Целинным районом и Элистинским городским округом, на юго-востоке — с Ики-Бурульским районом.
Район вытянулся на 138 километров с запада на восток вдоль озера Маныч-Гудило и реки Маныч. В географическом отношении территория Приютненского района включает две геоморфологические части: Ергенинскую возвышенность и Кумо-Манычскую впадину. Ергенинская возвышенность занимает северную часть района и представляет собой волнистую равнину, резко обрывающуюся к Манычу. На территории района в пределах Кумо-Манычской впадины, помимо озера Маныч-Гудило, находятся многочисленные соленые озера и лиманы. Наиболее крупные — Цаган-Хаг, Крутянское, Кущеватое, Лысый лиман, Долгое и Долгонькое. Реки района, как правило, летом пересыхают. Наиболее крупные — Маныч, Наин-Шара

## Население
| 1939    | 1959    | 1970    | 1979    | 1989    | 2000    | 2002    | 2008    | 2009    |
| ------- | ------- | ------- | ------- | ------- | ------- | ------- | ------- | ------- |
| 16 877  | ↘14 304 | ↘12 805 | ↗14 766 | ↗15 847 | ↘14 025 | ↘12 004 | ↘11 815 | ↘11 683 |
| 2010    | 2011    | 2012    | 2013    | 2014    | 2015    | 2016    | 2017    | 2018    |
| ↘11 658 | ↘11 610 | ↘11 494 | ↘11 296 | ↘11 188 | ↘10 997 | ↘10 880 | ↘10 647 | ↘10 519 |
| 2019    | 2020    | 2021    | 2024    |         |         |         |         |         |
| ↘10 303 | ↘9990   | ↘9633   | ↘9468   |         |         |         |         |         |

Согласно прогнозу Минэкономразвития России, численность населения будет составлять:
- 2024 — 9,11 тыс. чел.
- 2035 — 6,55 тыс. чел.

Национальный состав
По данным Всероссийской переписи населения 2010 года:
| Национальность      | Численность (чел.) | Процентное соотношение |
| ------------------- | ------------------ | ---------------------- |
| Русские             | 6487               | 55,64%                 |
| Калмыки             | 3637               | 31,20%                 |
| Даргинцы            | 693                | 5,94%                  |
| Чеченцы             | 232                | 1,99%                  |
| Украинцы            | 54                 | 0,46%                  |
| Армяне              | 49                 | 0,42%                  |
| Казахи              | 19                 | 0,16%                  |
| Татары              | 12                 | 0,10%                  |
| Другие и не указали | 475                | 4,07%                  |
| Всего               | 11 658             | 100,00%                |

По итогам переписи населения 2020 года проживали следующие национальности (национальности менее 0,1 % и другое см. в сноске к строке «Другие»):
| Национальность | Численность, чел. | Доля     |
| -------------- | ----------------- | -------- |
| Русские        | 4702              | 48,81 %  |
| Калмыки        | 3192              | 33,14 %  |
| Даргинцы       | 639               | 6,63 %   |
| Цыгане         | 216               | 2,24 %   |
| Чеченцы        | 163               | 1,69 %   |
| Армяне         | 44                | 0,46 %   |
| Казахи         | 22                | 0,23 %   |
| Аварцы         | 21                | 0,22 %   |
| Белорусы       | 18                | 0,19 %   |
| Украинцы       | 12                | 0,12 %   |
| Курды          | 11                | 0,11 %   |
| Другие         | 593               | 6,16 %   |
| Итого          | 9633              | 100,00 % |

## Муниципально-территориальное устройство
В Приютненском районе 22 населённых пункта в составе восьми сельских поселений:
| № | Сельские поселения                              | Административный центр | Количество населённых пунктов | Население | Площадь, км² |
| - | ----------------------------------------------- | ---------------------- | ----------------------------- | --------- | ------------ |
| 1 | Булуктинское сельское муниципальное образование | посёлок Бурата         | 2                             | ↘1101     |              |
| 2 | Воробьёвское сельское муниципальное образование | село Воробьёвка        | 1                             | ↘833      |              |
| 3 | Нартинское сельское муниципальное образование   | посёлок Нарта          | 3                             | ↘241      |              |
| 4 | Октябрьское сельское муниципальное образование  | посёлок Октябрьский    | 5                             | ↗358      |              |
| 5 | Первомайское сельское муниципальное образование | посёлок Первомайский   | 3                             | ↘594      |              |
| 6 | Песчаное сельское муниципальное образование     | посёлок Песчаный       | 2                             | ↘574      |              |
| 7 | Приютненское сельское муниципальное образование | село Приютное          | 4                             | ↘5304     |              |
| 8 | Ульдючинское сельское муниципальное образование | село Ульдючины         | 2                             | ↘628      |              |

| №  | Населённый пункт | Тип     | Население | Муниципальное образование                       |
| -- | ---------------- | ------- | --------- | ----------------------------------------------- |
| 1  | Амтя Уста        | посёлок | ↘74       | Первомайское сельское муниципальное образование |
| 2  | Бугу             | посёлок | ↘27       | Нартинское сельское муниципальное образование   |
| 3  | Бурата           | посёлок | ↘580      | Булуктинское сельское муниципальное образование |
| 4  | Воробьёвка       | село    | ↘833      | Воробьёвское сельское муниципальное образование |
| 5  | Вторые Ульдючины | село    | ↘27       | Ульдючинское сельское муниципальное образование |
| 6  | Дорожный         | посёлок | ↘26       | Песчаное сельское муниципальное образование     |
| 7  | Доценг           | посёлок | ↘29       | Приютненское сельское муниципальное образование |
| 8  | Карантин         | посёлок | ↘100      | Приютненское сельское муниципальное образование |
| 9  | Левый Остров     | посёлок | ↘27       | Приютненское сельское муниципальное образование |
| 10 | Манц             | посёлок | #Н/Д      | Нартинское сельское муниципальное образование   |
| 11 | Модта            | посёлок | ↗150      | Первомайское сельское муниципальное образование |
| 12 | Молодёжный       | посёлок | ↘25       | Октябрьское сельское муниципальное образование  |
| 13 | Нарта            | посёлок | ↗234      | Нартинское сельское муниципальное образование   |
| 14 | Нарын            | посёлок | ↗540      | Булуктинское сельское муниципальное образование |
| 15 | Октябрьский      | посёлок | ↘293      | Октябрьское сельское муниципальное образование  |
| 16 | Первомайский     | посёлок | ↗694      | Первомайское сельское муниципальное образование |
| 17 | Песчаный         | посёлок | ↘659      | Песчаное сельское муниципальное образование     |
| 18 | Приютное         | село    | ↘5182     | Приютненское сельское муниципальное образование |
| 19 | Ульдючины        | село    | ↗820      | Ульдючинское сельское муниципальное образование |
| 20 | Уралан           | посёлок | ↘81       | Октябрьское сельское муниципальное образование  |
| 21 | Урожайный        | посёлок | ↗35       | Октябрьское сельское муниципальное образование  |
| 22 | Цветной          | посёлок | ↘49       | Октябрьское сельское муниципальное образование  |

### Упразднённые населённые пункты
В 2001 году были упразднены посёлки Булг, входивший в состав Нартинского сельского муниципального образования, и Тоста, входивший в состав Песчаного сельского муниципального образования

## Экономика
Основная отрасль экономики — сельское хозяйство. Основные направления — животноводство и растениеводство. В районе действует 6 сельхозпредприятия, 152 — КФХ. Посевная площадь во всех категориях хозяйств составила 25 800 га. Поголовье скота и птицы во всех категориях хозяйств составило: крупного рогатого скота 39 771 голов (109 % по сравнению с прошлым годом); свиней 758 голов (48 % по сравнению с прошлым годом); овец и коз (114 254 голов или 113 % по сравнению с прошлым годом).
В 2012 году в районе зарегистрировано 271 субъектов малого предпринимательства

## Транспорт
Территорию района пересекает федеральная автодорога Р216 (Ставрополь—Элиста), восточная граница района проходит по автодороге Элиста—Минеральные Воды. Протяжённость автомобильных дорог общего пользования местного значения на 1.01.2013 г. в районе составила 279,9 км.

## Достопримечательности
- Чабан с собакой — объект культурного наследия Республики Калмыкия. Находится на административной границе между Калмыкией и Ставропольским краем.